# Lima Azimi
Lima Azimi (1981 of 1982) is een Afghaans atlete, die zich manifesteerde op de sprint. 

## Loopbaan
Azimi was de eerste vrouw die Afghanistan op een internationaal sportevenement vertegenwoordigde na de val van de Taliban. Zij deed mee aan de wereldkampioenschappen van 2003 op de 100 m en werd in haar serie zesde en laatste. Hoewel Azimi zo'n zevental seconden na de winnares van haar serie finishte, was haar tijd een nationaal record, omdat zij de eerste Afghaanse ooit was van wie de tijd op de 100 m officieel werd geregistreerd. Tijdens haar optreden in Parijs droeg ze een grijs T-shirt en een donkerblauwe trainingsbroek en moest zij door een official worden geholpen bij het instellen van haar startblok, omdat zij nog nooit in de gelegenheid was geweest om ermee te trainen. 
Ten tijde van de WK in Parijs studeerde Lima Azimi Engelse taal en literatuur aan de universiteit van Kaboel.

## Persoonlijk record
| Onderdeel | Prestatie                | Datum            | Plaats |
| --------- | ------------------------ | ---------------- | ------ |
| 100 m     | 18,37 (-0,2 m/s) (ex-NR) | 23 augustus 2003 | Parijs |